# Maiden England
Maiden England – album koncertowy heavymetalowego zespołu Iron Maiden, wydany 8 listopada 1989 podczas trasy Seventh Son of a Seventh Son. Album został nagrany w Birmingham między 27 a 28 listopada 1988 i wydany dwukrotnie: w formacie VHS (1989) i limitowanej edycji na płytach CD (1994). Całość została wyreżyserowana i zmontowana przez Steve'a Harrisa. Wydanie pierwotne CD (1994) nie zawierało dwóch utworów ("Can I Play with Madness" i "Hallowed Be Thy Name"), ze względu na ograniczoną pojemność dysku. W roku 2013, pełny program koncertów, wraz z bisami których zabrakło na VHS z 1989 r., został umieszczony na DVD, 2 CD i 2 LP, opublikowanych 25 marca 2013 pod skorygowanym tytułem, Maiden England '88. W latach 2012 – 2014, Iron Maiden wyruszyli w retrospektywną trasę Maiden England World Tour, trzecią tego typu w karierze. Zarówno dobór repertuaru, jak i oprawa wizualna zostały oparte na oryginalnej koncepcji z 1988 roku.

## Lista utworów

### Wersja VHS
1. "Moonchild"
2. "The Evil That Men Do"
3. "The Prisoner"
4. "Still Life"
5. "Die with Your Boots On"
6. "Infinite Dreams"
7. "Killers"
8. "Can I Play with Madness"
9. "Heaven Can Wait"
10. "Wasted Years"
11. "The Clairvoyant"
12. "Seventh Son of a Seventh Son"
13. "The Number of the Beast"
14. "Hallowed Be Thy Name"
15. "Iron Maiden"

### Wersja CD
1. "Moonchild"
2. "The Evil That Men Do"
3. "The Prisoner"
4. "Still Life"
5. "Die With Your Boots On"
6. "Infinite Dreams"
7. "Killers"
8. "Heaven Can Wait"
9. "Wasted Years"
10. "The Clairvoyant"
11. "Seventh Son of a Seventh Son"
12. "The Number of the Beast"
13. "Iron Maiden"

## HOIM Part 3: Maiden England '88

### DVD 1
1. „Moonchild” (z albumu Seventh Son of a Seventh Son) – 6:23
2. „The Evil That Men Do” (z albumu Seventh Son of a Seventh Son) – 4:18
3. „The Prisoner” (z albumu The Number of the Beast) – 6:00
4. “Still Life” (z albumu Piece of Mind) – 4:32
5. “Die With Your Boots On” (z albumu Piece of Mind) – 5:19
6. “Infinite Dreams” (z albumu Seventh Son of a Seventh Son) – 5:53
7. “Killers” ( (z albumu Killers) – 4:57
8. “Can I Play with Madness” (z albumu Seventh Son of a Seventh Son) – 3:25
9. “Heaven Can Wait” (z albumu Somewhere in Time) – 7:43
10. ”Wasted Years” (z albumu Somewhere in Time) – 5:06
11. „The Clairvoyant” (z albumu Seventh Son of a Seventh Son) – 4:30
12. „Seventh Son of a Seventh Son” (z albumu Seventh Son of a Seventh Son) – 10:08
13. „The Number of the Beast” (z albumu The Number of the Beast) – 4:47
14. „Hallowed Be Thy Name” (z albumu The Number of the Beast) – 7:21
15. „Iron Maiden” (z albumu Iron Maiden)
16. „Run to the Hills” (z albumu The Number of the Beast) – 4:01
17. „Running Free” (z albumu Iron Maiden) – 5:33
18. „Sanctuary” (z albumu Iron Maiden) – 5:24

### DVD 2
1. "The History of Iron Maiden" – Part 3 (około 40 minut)
  - Ciąg dalszy cyklu dokumentalnego "The History of Iron Maiden" obejmujący lata 1986 – 1989.
2. 12 Wasted Years (około 90 minut)
  - Film oryginalnie wydany w 1987 roku, dokumentujący 12 lat działalności formacji (1975 – 1987).
3. Videoklipy promocyjne do utworów "Wasted Years", "Stranger in a Strange Land", "Can I Play with Madness", "The Evil That Men Do" oraz "The Clairvoyant".

### Personel
- Michael Kenney – instrument klawiszowe, efekty ilustracyjne
- Martin Birch – producent, inżynier dźwięku, miks
- Ross Halfin – fotografie
- Andy Matthews – edycja i remastering (wersja 2013), reżyser oraz producent filmu dokumentalnego "The History of Iron Maiden"
- Kevin Shirley – miks (wersja 2013)
- Ted Jensen – mastering (wersja 2013)
- Leon Zervos – mastering (wersja 2013)
- Hervé Monjeaud – ilustracja okładkowa (wersja 2013)
- Rod Smallwood – manager
- Andy Taylor – manager
- John Jackson – booking agent

## Twórcy
- Bruce Dickinson – wokal prowadzący
- Dave Murray – gitara prowadząca i rytmiczna
- Adrian Smith – gitara prowadząca i rytmiczna, wokal
- Steve Harris – gitara basowa, wokal
- Nicko McBrain – perkusja